# Resumé (tidning)
Resumé är en svensk tidskrift, utgiven av Bonnier Business Media, inriktad på nyheter inom medie- och marknadskommunikationsbranschen. Resumé bedriver magasinutgivning, webbsajt, eventverksamhet, utbildningar, nätverk och ett varumärke för fördjupande journalistik – Resumé Insikt. Magasinet utkommer med tio nummer per år. Chefredaktör och ansvarig utgivare är Yasmine Winberg.
Magasinet är ett av Skandinaviens största inom medier och kommunikation tillsammans med exempelvis Dagens Media, Journalisten och norska Kampanje.

## Historik
Tidningen började ges ut år 1950 som medlemstidning för Sveriges Auktoriserade Annonsbyråers Förening (AF).
1986 bildades Sveriges Reklamförbund när byråorganisationen Sveriges Reklambyråförbund slogs ihop med den professionella organisationen ABCD. Tre år senare, 1989, såldes Resumé till Bonnierägda Affärsförlaget.
I februari 2016 gjordes papperstidningen om och utgivningstakten minskade. Sedan dess ges Resumé åter ut en gång i månaden. Från mars 2023 är planen att gå ner till kvartalsutgivning.
Den 4 juli 2018 köpte Bonnier även konkurrenterna Dagens Media och Medievärlden. Resumés chefredaktör blev även chefredaktör för Dagens Media och i september flyttade de nyinköpta tidningarna in till Resumés lokaler. En viss samordning och renodling av bevakningen gjorde också. Sedan juni 2021 har Dagens Media och Resumé olika chefredaktörer.

## Kontroverser
I april 2019 blev Resumé anklagade för rasism efter att ha publicerat en artikel om skådespelaren Suheib Salehs medverkan i en reklamfilm för företaget Kry. Resumé ifrågasatte Krys val av Saleh då skådespelaren även spelat knarklangare i TV-serien Störst av allt. Kritiken mot Resumé bestod i att Resumé inte skiljde på skådespelaren och en fiktiv karaktär samt att liknande ifrågasättanden inte görs när andra kända skådespelare förekommer i reklamsammanhang, när de även haft roller som kriminella karaktärer i film- eller TV-produktioner.

## Chefredaktörer
- Ingvar Nordgren (1960–1965)[9]
- Åke Broström[10] (–1974)
- Gunilla Carlberg (1974–1984)
- Mats Ekdahl (1984–1986)[11]
- Anders Olow (1986–1989)
- Björn Vingård (1989[12]–1991)
- Peppe Engberg (1992–1996)
- Bo Hedin (1997–1999)
- Mats Paulsen (2000)
- Martin Vårdstedt (2000–2003)
- Stefan Wahlberg (2003[13]–2004)
- Viggo Cavling (2004–2011)
- Claes de Faire (2011–2015)
- Johan Såthe (2015–2018)
- Fredrik Svedjetun (2018–2021)
- Yasmine Winberg (2021–)[14]